# عصب أذني صدغي
العصب الأذني الصدغي (بالإنجليزية: Auriculotemporal nerve)‏ هو فرع من العصب الفكي السفلي ويمر بالتوازي مع الشريان الصدغي السطحي والأوردة ويوفر الشعور بالأحساس في جانبي الرأس.